# The Judgement - Like... dai rueang
The Judgement - Like... dai rueang (The Judgement Like... ได้เรื่อง) è una serie televisiva thailandese che viene trasmessa su GMM 25 (e in latecast su Netflix Thailandia) dal 9 agosto 2018 al 1º novembre 2018.

## Trama
Lookkaew, la protagonista, è una studentessa che inizialmente appare molto riservata e composta. Vive con suo padre (molto benestante) e la matrigna. La giovane è corteggiata da un ricco studente di nome Aud ma non si sente ancora pronta per una relazione. Anche un altro studente, Archa, si è invaghito di lei e la spia. In parallelo gli studenti Jamie e Namnhao, amici dei due protagonisti, sono omosessuali velati e incominciano una storia d'amore. La serie si svolge prevalentemente nell’università privata e tradizionalista di Ekudom, dove i vari accadimenti interni ed esterni a tale contesto si ripercuotono sulle vite dei protagonisti. Uno dei temi principali è la violenza sessuale subita da Lookkaew e il bullismo verso le vittime che coinvolgeranno anche lo stesso sistema scolastico, messo a dura prova, con delle inchieste e dalla voglia della studentessa, diventata ormai forte, di parlare a nome di tutte le vittime. La professoressa Manita, sarà uno dei punti di riferimento dei ragazzi nell'elaborazione di questo evento.

## Personaggi e interpreti
- Lapassalan Jiravechsoontornkul: Lookkaew
- Nontanun Anchuleepradit: Arca
- Thanabordee Jaiyen: Aud
- Tanutchai Wijitwongthong: Namnuea e Namnhao
- Nara Thepnupa: Som
- Pamiga Sooksawee: Petchpraew
- Apasiri Nitibhon: Buppha
- Phongsathon Liewrakolan: Potae
- Premanan Sripanich: Jamie
- Wasu Sangsingkaew: Winai
- Arshiraya Perapatkunchaya: Manita
- Gulasatree Michalsky: Namtarn

## Episodi
| Stagione       | Episodi | Prima TV |
| -------------- | ------- | -------- |
| Prima stagione | 13      | 2018     |

## Colonna sonora
- Suparuj Techatanon - Rak nai jai